# Korole (obwód grodzieński)
Korole (biał. Каралі; ros. Короли) – wieś na Białorusi, w obwodzie grodzieńskim, w rejonie mostowskim, w sielsowiecie Mosty, nad Szczarą i przy lasach Rezerwatu Krajobrazowego Puszcza Lipiczańska.
W dwudziestoleciu międzywojennym leżały w Polsce, w województwie białostockim, w powiecie wołkowyskim, w gminie Piaski.